# ジラフとアンニカ
『ジラフとアンニカ』は、インディーゲームメーカーのatelier miminaが開発したゲームソフト。2020年2月17日にSteamにてPC版がPLAYISMより発売され、その後8月27日にPlayStation 4・Nintendo Switch・Xbox One版がアクティブゲーミングメディアより発売された。
記憶を失ったネコ耳の少女・アンニカを操作し、謎の少年ジラフとともにスピカ島を冒険していくアドベンチャーゲーム。敵と戦うという行動はなく、ボス戦はリズムアクションゲームの形態をとっている。

## ステージ
- 森のダンジョン
- 海のダンジョン
- 炎のダンジョン
- 白い世界
- 三角山